# Krunoslav Cigoj
Krunoslav Cigoj (* 30. März 1949 in Zagreb, Föderative Volksrepublik Jugoslawien; † 27. August 2015 in Zagreb, Kroatien) war ein jugoslawischer Opernsänger (Tenor).

## Leben
Cigoj studierte Gesang, zunächst privat bei Miroslav Fritz Tunzer in Zagreb, später dann am Wiener Konservatorium. Er debütierte 1967 am Opernhaus in Split mit der Rolle des Ernesto in Don Pasquale. Sein internationales Debüt hatte er 1968 an der Wiener Volksoper, wo er für die Spielzeit 1968/69 fest engagiert war. Er sang dort u. a. den Nemorino in der Oper Der Liebestrank.
1969 wurde er festes Ensemblemitglied der Nationaloper Zagreb. Seit 1973 trat er dort regelmäßig als Gast auf. Cigoj sang außer in Zagreb auch in Sarajevo, Osijek und Maribor. Cigoj sang dort hauptsächlich Partien aus dem lyrischen Tenorfach; gelegentlich übernahm er einige dramatische Tenorrollen und Partien aus dem Bereich des tenoralen Zwischenfachs. Zu seinen Repertoire gehörten u. a. Graf Almaviva in Der Barbier von Sevilla, Alfredo in La Traviata, Riccardo in Un ballo in maschera, Gabriele Adorno in Simone Boccanegra, Rodolfo in La  Bohème, Pinkerton in Madama Butterfly und die Titelpartie in Hoffmanns Erzählungen. 
In der Spielzeit 1979/80 gastierte er an der Staatsoper Dresden als Cavaradossi in Tosca. Mit der Titelrolle in der Oper Nerone von Arrigo Boito gab er 1982 sein New-York-Debüt in einer konzertanten Aufführung mit dem Opera Orchestra of New York unter der musikalischen Leitung von Eve Queler; er gestaltete die „anspruchsvolle Rolle des Nero mit kraftvoller, flüssiger Stimme“. Cigoj besaß eine „sehr lyrische, kristalline und ausdruckstarke Stimme“, er war bekannt für seine „temperamentvolle Interpretation“.
Er übernahm auch Partien aus dem Bereich der Operette, sang italienische Canzonen und Volkslieder. Er trat auch beim Musik-Festival in Krapina (Festival kajkavskih popevki Krapina) auf.
1984 wurde bei Cigoj ein Hodgkin-Lymphom festgestellt, das schließlich zum Ende seiner Sängertätigkeit führte. In der Spielzeit 1984/85 gastierte er mit dem Ensemble des Kroatischen Nationaltheaters Zagreb an der Berliner Staatsoper, wobei er den Pollione in Norma und den Lovro Juranić in Nikola Šubić-Zrinjski sang. 1985 trat er an der Connecticut Grand Opera in Stamford die Titelrolle in Faust auf. Im März 1988 sang er, dem Typus des „Steh-Tenors“ angehörend, mit „ordentlichen, etwas reduzierten stimmlichen Mitteln“, beim Nabucco-Gastspiel des Kroatischen Nationaltheaters Zagreb in Ludwigshafen den Ismaele. Im Sommer 1990 übernahm er beim Opernfestival Split noch einmal die Titelpartie in Nerone.
Nach dem Ende seiner Gesangskarriere war er als Opernregisseur tätig. Er arbeitete nach Beendigung seiner Sängerlaufbahn auch als Berufsdiplomat im Bereich der Kulturdiplomatie. Er war Berater für Kultur und Bildung in der kroatischen Botschaft in Sarajevo.
Er war Mitglied der kroatischen Musikgesellschaft (Hrvatsko društvo glazbenih umjetnika). 1985 wurde er mit dem Musikpreis „Milka Trnina“ ausgezeichnet, der vom kroatischen Verband der Musikkünstler verliehen wird.
Schallplattenaufnahmen mit Cigoj erschienen bei den Marken Jugoton und  Metronome, u. a. 1970 eine Schallplatte mit bekannten Tenor-Arien mit dem Titel „Kruno Cigoj – Der Welt jüngster Opern-Tenor“, bei der Cigoj von der Hamburgischen Staatsphilharmonie unter Leitung von Nello Santi begleitet wurde. Außerdem erschien eine Single mit den Liedern „Dein ist mein ganzes Herz“ und „Von Apfelblüten einen Kranz“ aus der Operette Das Land des Lächelns.
Cigoj starb am 27. August 2015 im Alter von 66 Jahren nach langer Krankheit in seinem Haus in Zagreb.